# Гімарайнш
Гімара́йнш (порт. Guimarães; МФА: [gi.mɐ.ˈɾɐ̃jʃ]) — муніципалітет і місто в Португалії, в окрузі Брага. Розташований у північній частині країни, на теренах історичної португальської провінції Дору-Міню. Належить до Бразької архідіоцезії Католицької церкви в Португалії. Права міського самоврядування має з 1096 року. Поділяється на 69 парафій. За адміністративним поділом, чинним до 1976 року, був складовою провінції Міню. Площа муніципалітету — 240,95 км², населення муніципалітету — 158124 ос. (2013); густота населення — 656,25 осіб/км²
. Патрон — Діва Марія. Святковий день муніципалітету — 24 червня. Поштовий індекс — 48.  Код місцевої адміністративної одиниці — 0308. Складова статистичного регіону Північ.

## Географія
Гімарайнш розташований на північному заході Португалії, на півдні округу Брага.
Місто розташоване в окрузі Брага за 40 км на північний схід від Порту.
Гімарайнш межує на півночі з муніципалітетом Повуа-де-Ланьозу, на сході — з муніципалітетом Фафе, на півдні — з муніципалітетами Фелгейраш, Візела і Санту-Тірсу, на заході — з муніципалітетом Віла-Нова-де-Фамалікан, на північному заході — з муніципалітетом Брага.

## Історія
1096 року леонський король Альфонсо VI надав Гімарайншу форал (фуеро), яким визнав за поселенням статус містечка та муніципальні самоврядні права.
У ХІ столітті Гімарайнш і його замок стали володінням португальського графа Генріха Бургундського. Після його смерті вони перейшли його синові-спадкоємцю Афонсу І.
24 червня 1128 року біля міста відбулася битва при Сан-Мамеде, в якій Афонсу І переміг війська своєї матері Терези Леонської. 26 липня 1139 року в цьому ж місті він оголосив себе королем незалежної Португалії.
2001 року центральна частина міста віднесена ЮНЕСКО до об'єктів світової спадщини.
Місто було обране португальським Урядом як культурна столиця Європи 2012 року (право обирати культурну столицю 2012 року у Європі надавалося двом країнам, тож Гімарайнш розділив це почесне звання зі словенським Марибором).

## Населення
| Кількість мешканців | Кількість мешканців | Кількість мешканців | Кількість мешканців | Кількість мешканців | Кількість мешканців | Кількість мешканців | Кількість мешканців | Кількість мешканців | Кількість мешканців | Кількість мешканців | Кількість мешканців | Кількість мешканців | Кількість мешканців | Кількість мешканців |
| ------------------- | ------------------- | ------------------- | ------------------- | ------------------- | ------------------- | ------------------- | ------------------- | ------------------- | ------------------- | ------------------- | ------------------- | ------------------- | ------------------- | ------------------- |
| 1864                | 1878                | 1890                | 1900                | 1911                | 1920                | 1930                | 1940                | 1950                | 1960                | 1970                | 1981                | 1991                | 2001                | 2011                |
| 44 188              | 46 277              | 49 738              | 54 910              | 59 011              | 56 359              | 65 417              | 82 120              | 97 064              | 116 272             | 122 719             | 146 959             | 157 589             | 159 576             | 158 124             |

## Парафії
- Алдан
- Ароза
- Атайнш
- Азурен
- Балазар
- Барку
- Бріту
- Верміл
- Віла-Нова-де-Санде
- Гандарела
- Гоміняйнш
- Гонса
- Гондар
- Гондомар
- Гуардізела
- Донін
- Інфанташ
- Жемеуш
- Калделаш
- Калвуш
- Каштелойнш
- Конде
- Корвіте
- Кошта
- Крейшоміл
- Лейтойнш
- Лонгуш
- Лорделу
- Машкотелуш
- Мезан-Фріу
- Морейра-де-Конегуш
- Нешперейра
- Олейруш
- Олівейра-ду-Каштелу
- Пенселу
- Піньєйру
- Полворейра
- Понте
- Рендуфе
- Ронфе
- Салвадор-де-Брітейруш
- Санта-Еуфемія-де-Празінш
- Санта-Леокадія-де-Брітейруш
- Санта-Марія-де-Айран
- Санта-Марія-де-Соту
- Сантіагу-де-Кандозу
- Санту-Ештеван-де-Брітейруш
- Санту-Тірсу-де-Празінш
- Сан-Клементе-де-Санде
- Сан-Кріштован-де-Селю
- Сан-Фауштіну
- Сан-Жуан-Батішта-де-Айран
- Сан-Жорже-де-Селю
- Сан-Лоренсу-де-Санде
- Сан-Лоренсу-де-Селю
- Сан-Мартіню-де-Кандозу
- Сан-Мартіню-де-Санде
- Сан-Пайю
- Сан-Салвадор-де-Соту
- Сан-Себаштіан
- Сан-Томе-де-Абасан
- Сан-Торкату
- Серзеделу
- Серзеду
- Сілвареш
- Табуаделу
- Уржезеш
- Ферментойнш
- Фігейреду

- Колишні парафії: Абасан

## Освіта
- Мінюський університет — додатковий кампус.

## Пам'ятки
- Гімарайнський замок — замок Х—XIV століть, перша резиденція португальських королів.

## Спорт
У місті розташований один з найшанованіших футбольних клубів країни — «Віторія», який з 1941 року майже безперервно грає у вищій лізі португальської першості.
2004 року Гімарайнш був серед міст, що приймали матчі чемпіонату Європи з футболу 2004 року. На місцевому стадіоні «Афонсу Енрікеш» відбулися два матчі групового етапу змагань. Через два роки Португалія приймала Чемпіонат Європи з футболу серед молодіжних команд і знову 2 матчі групового етапу турніру було проведено у Гімарайнші.

## Персоналії
- Лусідіо Вімаранеш (850—922) — 2-й граф Портукаленс в 873—922 роках.